# Isonandra lanceolata
Isonandra lanceolata är en tvåhjärtbladig växtart som beskrevs av Robert Wight. Isonandra lanceolata ingår i släktet Isonandra och familjen Sapotaceae. Inga underarter finns listade i Catalogue of Life.